# 梁伟新
梁偉新（1965年3月—），男，山東莱州市人，生於福建南平市。中華人民共和國政治人物，1984年12月參加工作，1988年3月加入中國共產黨。中共中央黨校研究生學歷，曾任中國共產黨寧德市委員會書記。现任福建省十四届人大常委会委员。财政经济委员会副主任委员

## 生平
梁偉新曾在1991年12月至2001年7月先后历任福建省南平地区委員會辦公室信息科科長、辦公室副主任，南平地區共青團委員會副書記、書記，中國共產黨邵武市委員會副書記（正处级）等職。2001年7月起至2005年8月分別擔任福建省南平市對外經濟貿易委員會主任、對外貿易經濟合作侷局長、香港武夷貿易有限公司董事長、南平市政府副秘書長、市政府辦公室主任。
2005年8月至2011年6月，担任中共邵武市委書記。2011年6月至2013年12月担任武夷山市委书记，2011年9月升任南平市委常委。
2013年12月调任中共漳州市委常委、市政府副市長。
2017年5月，调任福州，出任福建省經濟和信息化委員會黨組副書記、副主任（正厅级），兼任省國防科技工業辦公室主任。
2018年7月升任中共寧德市委副書記，市人民政府市長。
2021年6月，升任中共寧德市委書記。直到2025年5月去职。2025年7月当选福建省第十四届人民代表大会财政经济委员会副主任委员。

## 外部鏈接
- 個人簡歷 （页面存档备份，存于）

| 中国共产党职务         | 中国共产党职务                                  | 中国共产党职务 |
| ---------------------- | ----------------------------------------------- | -------------- |
| 前任： 郭錫文          | 中国共产党寧德市委员会书记 2021年6月－2025年5月 | 繼任： 張永寧  |
| 中華人民共和國政府职务 |                                                 |                |
| 前任： 郭錫文          | 寧德市人民政府市長 2018年7月－2021年6月         | 繼任： 張永寧  |